# توبیاس آرنس
توبیاس آرنس (انگلیسی: Tobias Ahrens؛ زادهٔ ۹ آوریل ۱۹۹۳) بازیکن فوتبال اهل آلمان است.
از باشگاه‌هایی که در آن بازی کرده‌است می‌توان به باشگاه فوتبال آلمانیا آخن و باشگاه فوتبال قوت-وایس ارفورت اشاره کرد.